# Sojuz 7K-T
Sojuz 7K-T byla druhá generace sovětské kosmické lodě Sojuz. Tato verze byla připravena po tragédii Sojuzu 11 na jehož palubě zahynuli tři kosmonauti, kteří neměli skafandry. Proto byla nová verze kosmické lodi připravena tak, aby v ní mohli být dva kosmonauti, kteří měli mít kosmické skafandry po celou dobu startu, dokování, odpojení od stanice a přistání. Místo třetího kosmonauta zabraly rozšířené systémy pro podporu života. Na rozdíl od jiných verzí Sojuzu, tato neměla solární panely, nýbrž baterie, které měly postačovat na dva dny samostatného letu. Na místě solárních panelů byly umístěny dvě velké antény. Počítalo se totiž s tím, že se kosmická loď brzy po startu připojí k vesmírné stanici Saljut nebo Almaz, kde se dobijí baterie. V případě selhání dokování či jiného problému musela ale posádka vypnout všechny systémy lodě, kromě komunikace a systému podpory života.
V případě Sojuzu 13 byla použita speciální verze se solárními panely a rovněž speciální kamery a přístroje na místě kde se běžně nachází dokovací mechanismus. Verze pro některé lety ke stanici Almaz navíc měly vylepšení o schopnost dálkového ovládání, nový padákový systém a další dosud neznámé změny.
První let s posádkou, Sojuz 12, proběhl v září 1973 na palubě byli kosmonauti Vasilij Lazarev a Oleg Makarov. Poslední let, Sojuz 40, se uskutečnil v květnu 1981. Celkem se uskutečnilo 25 úspěšných startů této verze Sojuzu, došlo také k jedné havárii při misi Sojuz 18a, kdy byli na palubě opět Lazarev a Makarov. Uskutečnilo se rovněž několik bezpilotních testů, první jako Kosmos 496 v červnu 1972.